# Сын дьявола
«Сын дьявола» (фр. Le fils du diable fait la noce à Paris, 1906) — французский короткометражный художественный фильм Лепина.

## Сюжет
В фильме имелись следующие сцены: ресторан, доктор кладет шприц на пол и вызывает Вельзевула-отца к телефону; ад, Вельзевул слышит доктора и дает деньги чертенку; ресторан, посыльный выходит из-под пола и отдает деньги доктору.
Здесь достаточно телефона, чтобы перевести действие из одного места в другое. Мельес никогда не пользуется таким способом соединения кадров, несовместимым с театральными законами, а тем более такой сменой кадров. Отказывался также Мельес от съемок в естественных условиях, из которых Лепин извлекает прекрасные эффекты, он использует все — и то, что его герои неожиданно оказываются у Венсеннских ворот, и красоту карьеров Монтрэ, которые изображают врата ада.
Успех «Сына дьявола» имел для Лепина решающее значение. Через несколько месяцев он тоже подписывает контракт с итальянской фирмой.

## Художественные особенности
Техника Лепина была значительно сложнее, чем техника феерий Мельеса, и стиль его постановок совсем другой. Элегантность и тонкость заменены народным юмором и молодечеством.

## Дополнительные факты
- Успех этого фильма положительно повлиял на подписание Лепином контракта с Итала.